# Attila Simon (ur. 1988)
Attila Simon (ur. 23 września 1988 w Salgótarjánie) – węgierski piłkarz występujący na pozycji napastnika w węgierskim klubie Répcelaki SE. Ma dwóch młodszych braci Ádáma oraz Andrása, którzy również są piłkarzami.